# Red Bull RB7
Der Red Bull RB7 ist der siebte Formel-1-Rennwagen von Red Bull. Der von Adrian Newey konstruierte Wagen hat an allen 19 Rennen der Formel-1-Saison 2011 teilgenommen. Rob White von Renault entwickelte den V8-Motor RS27-2011 mit KERS. Beim ersten Grand Prix verzichtete Red Bull allerdings auf den Einsatz von KERS im RB7.

## Fahrer
Das Team hielt zur Saison 2011 an dem Fahrerduo Sebastian Vettel und Mark Webber fest. Test- und Ersatzfahrer waren Daniel Ricciardo und Jean-Éric Vergne.

## Saison 2011
Der Saisonstart verlief für Red Bull gut, in den ersten acht Rennen gewann Sebastian Vettel sechs Mal und wurde zwei Mal zweiter. Sein Teamkollege Webber errang indes vier Podiumsplatzierungen. Die schärfsten Verfolger waren die beiden McLaren-Piloten Lewis Hamilton und Jenson Button.
Nach drei sieglosen Rennen, in denen die McLaren-Piloten den Punkte-Rückstand verkürzen konnten, folgten drei weitere Siege von Vettel. Im darauf folgenden Rennen gelang Vettel mit einem dritten Platz bereits somit vier Rennen vor Saisonende die Verteidigung seines WM-Titels.
Beim darauf folgenden Großen Preis von Korea siegte Vettel abermals, Webber erreichte den dritten Platz. Damit gelang Red Bull auch die vorzeitige Verteidigung des Konstrukteurs-Titels.
In den letzten drei Rennen siegten jeweils Vettel und Webber einmal. Der Sieg im letzten Rennen war für Webber der erste Grand-Prix-Sieg der Saison.
Insgesamt gewannen Vettel und Webber 12 Grand-Prix und starteten bei 18 von 19 Rennen von der Pole-Position. Mark Webber gewann zudem den DHL Fastest Lap Award mit sechs schnellsten Runden.

## Lackierung und Sponsoring
Die Grundfarbe des Red Bull RB7 war Dunkelblau. Auf dem Fahrzeug waren großflächige Sponsorenaufkleber von Red Bull platziert. Weitere Sponsoren auf dem Fahrzeug waren Casio, Infiniti, Pepe Jeans, Rauch, Renault, Singha und Total.

## Ergebnisse
| Fahrer               | Nr.                  | 1 | 2 | 3 | 4 | 5 | 6 | 7 | 8 | 9 | 10 | 11 | 12 | 13  | 14 | 15 | 16 | 17 | 18  | 19 | Punkte | Rang |
| -------------------- | -------------------- | - | - | - | - | - | - | - | - | - | -- | -- | -- | --- | -- | -- | -- | -- | --- | -- | ------ | ---- |
| Formel-1-Saison 2011 | Formel-1-Saison 2011 |   |   |   |   |   |   |   |   |   |    |    |    |     |    |    |    |    |     |    | 650    | 1.   |
| S. Vettel            | 1                    | 1 | 1 | 2 | 1 | 1 | 1 | 2 | 1 | 2 | 4  | 2  | 1  | 1   | 1  | 3  | 1  | 1  | DNF | 2  | 650    | 1.   |
| M. Webber            | 2                    | 5 | 4 | 3 | 2 | 4 | 4 | 3 | 3 | 3 | 3  | 5  | 2  | DNF | 3  | 4  | 3  | 4  | 4   | 1  | 650    | 1.   |

| Legende  | Legende            | Legende                                                          |
| Farbe    | Abkürzung          | Bedeutung                                                        |
| -------- | ------------------ | ---------------------------------------------------------------- |
| Gold     | –                  | Sieg                                                             |
| Silber   | –                  | 2. Platz                                                         |
| Bronze   | –                  | 3. Platz                                                         |
| Grün     | –                  | Platzierung in den Punkten                                       |
| Blau     | –                  | Klassifiziert außerhalb der Punkteränge                          |
| Violett  | DNF                | Rennen nicht beendet (did not finish)                            |
| Violett  | NC                 | nicht klassifiziert (not classified)                             |
| Rot      | DNQ                | nicht qualifiziert (did not qualify)                             |
| Rot      | DNPQ               | in Vorqualifikation gescheitert (did not pre-qualify)            |
| Schwarz  | DSQ                | disqualifiziert (disqualified)                                   |
| Weiß     | DNS                | nicht am Start (did not start)                                   |
| Weiß     | WD                 | zurückgezogen (withdrawn)                                        |
| Hellblau | PO                 | nur am Training teilgenommen (practiced only)                    |
| Hellblau | TD                 | Freitags-Testfahrer (test driver)                                |
| ohne     | DNP                | nicht am Training teilgenommen (did not practice)                |
| ohne     | INJ                | verletzt oder krank (injured)                                    |
| ohne     | EX                 | ausgeschlossen (excluded)                                        |
| ohne     | DNA                | nicht erschienen (did not arrive)                                |
| ohne     | C                  | Rennen abgesagt (cancelled)                                      |
| ohne     | keine WM-Teilnahme |                                                                  |
| sonstige | P/fett             | Pole-Position                                                    |
| sonstige | 1/2/3/4/5/6/7/8    | Punktplatzierung im Sprint-/Qualifikationsrennen                 |
| sonstige | SR/kursiv          | Schnellste Rennrunde                                             |
| sonstige | *                  | nicht im Ziel, aufgrund der zurückgelegten Distanz aber gewertet |
| sonstige | ()                 | Streichresultate                                                 |
| sonstige | unterstrichen      | Führender in der Gesamtwertung                                   |

## Verbleib nach der Saison
Ein Exemplar des RB7 ist im Hangar-7, einem Multifunktionsgebäude am Flughafen Salzburg, ausgestellt. Im Rahmen des Red Bull Formula Nürburgring, einem Show Event von Red Bull, fuhr Sebastian Vettel mit einem RB7 über den Nürburgring und die Nordschleife.